# Hưng Phong
Hưng Phong là một xã thuộc huyện Giồng Trôm, tỉnh Bến Tre, Việt Nam.
Xã Hưng Phong có diện tích 13,19 km², dân số năm 1999 là 5.557 người, mật độ dân số đạt 421 người/km².